# Кольк, Аннели
Аннели Кольк (эст. Anneli Kolk; род. 1976, Эстонская ССР) — эстонский дипломат, юрист.

## Биография

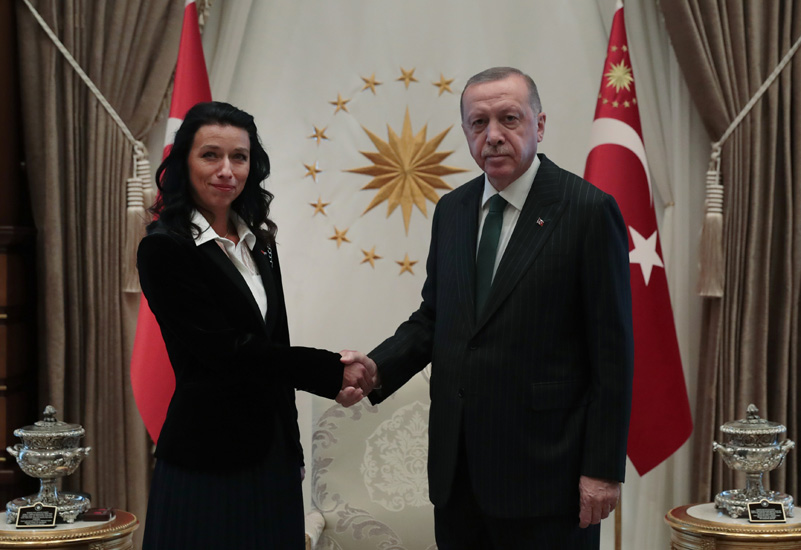
А. Кольк. и президент Турции Реджеп Тайип Эрдоган

Изучала право в университете Таллина. Продолжила учёбу в Академия обороны Эстонии, где получила диплом в сфере внутренней безопасности.
С 1999 года — на дипломатической службе.
В 1999—2007 годах — третий секретарь отдела прав человека юридического департамента МИД Эстонии.
В 2007—2010 годах — второй секретарь Постоянного представительства Эстонской Республики при Отделении ООН и других международных организаций в Женеве. В 2010—2011 годах — директор отдела международных договоров юридического департамента МИД Эстонии.
В 2011—2012 годах — исполняющая обязанности генерального директора юридического департамента МИД Эстонии.
В 2014—2019 годах — заместитель секретаря по правовым и консульским вопросам МИД Эстонии.
В 2019—2023 годах — Чрезвычайный и Полномочный Посол Эстонской Республики в Турции и по совместительству в Азербайджане и Иране.
С мая 2023 года — Чрезвычайный и Полномочный Посол Эстонии на Украине.
Владеет эстонским, английским, русским, финским, французским, немецким языками.